# Кальви-Ризорта
Кальви-Ризорта (итал. Calvi Risorta) — коммуна в Италии, располагается в регионе Кампания, в провинции Казерта.
Население составляет 5857 человек, плотность населения составляет 368,8 чел./км². Занимает площадь 15,88 км². Почтовый индекс — 81043. Телефонный код — 0823.
Покровителем коммуны почитается святой Каст, епископ, священномученик, празднование 22 мая.